# Вайсія щільна
Вайсія щільна (Weissia condensa) — вид мохів порядку потіальних (Pottiales).

## Поширення
Батьківщиною є Європа, Африка, Північна Америка, Азія.